# 柯尼希斯布吕克
柯尼希斯布吕克（德語：Königsbrück，發音：[ˌkøːnɪçsˈbʁyk] ⓘ 或 [ˌkøːnɪk-] ⓘ，發音：[ˈkʲinspɔʁk]）是德国萨克森州包岑县的城市，面积78.48平方千米，2023年12月31日人口为4,664人。